# Rosa clinophylla
Rosa clinophylla és una espècie de roser, classificat dins la secció Bracteatae del gènere Rosa i originària de les muntanyes de l'Himalaia de l'Índia, el Nepal, Bengala i la Xina continental.
Aquesta espècie va ser introduïda a Europa des de l'Índia abans del 1817 i va ser il·lustrada per Pierre Joseph Redouté dins el seu llibre Les Roses, obra que publicà conjuntament amb el botànic Claude Antoine Thory a París el 1828.

## Descripció
Aquest roser s'assembla molt a Rosa bracteata. Les seves fulles estan formades per folíols estrets i les flors són de color blanc pur. Ses fleurs grandes sont d'un blanc pur. Habita indrets humits, prop de terrenys pantanosos.